# Capilla del antiguo colegio San Pablo

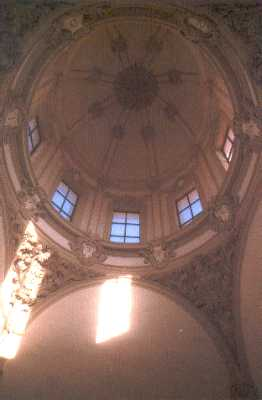
Vista interior de la cúpula

La capilla del antiguo colegio San Pablo en la ciudad de Valencia (España) está situada en la calle Xàtiva y fue construida entre los siglos XVII y XVIII. Se encuentra situada dentro del actual Instituto Lluís Vives.
Recién establecida la Compañía de Jesús, San Ignacio de Loyola a instancias de Juan Jerónimo Domenech, Canónigo de Valencia, autorizó la construcción de un Colegio de Jesuitas, el primero en España. La Fundación de este se realizó en 1562, denominándose Colegio de San Pablo Apóstol y con el tiempo se le añadió un seminario para nobles cuyos colegiales residían permanentemente en él. 
De todo ello subsiste el claustro o patio de colegio, de arcos de medio punto sobre columnas toscanas. Dicho patio fue reproducido por Sorolla como uno de los rincones artísticos de Valencia en su cuadro "el patio del instituto". 
A la planta antigua se le han añadido otras dos, de traza actual aunque adaptadas al conjunto arquitectónico antiguo. 
La Iglesia es de planta rectangular de 26 metros de longitud por 10 de anchura y 15 de altura, total 8,27 hasta la cornisa. 
Tiene seis capillas entre los contrafuertes. 
Del edificio destacan, asimismo, las dos monumentales escalinatas.